# Jonathan Aberdein
Jonathan Aberdein, né le 14 février 1998 au Cap (Afrique du Sud), est un pilote automobile sud-africain. Il est le fils de Chris Aberdein (en), ancien pilote officiel Audi et Porsche en Afrique du Sud dans les années 1990.

## Carrière
Jonathan Aberdein commence le sport automobile par le karting en 2013. En 2016, il passe en monoplace en s'engagea avec l'écurie allemande Motopark dans le championnat Formule 4 ADAC. Au cours de cette saison, il participe à 24 courses et marque 49 points, terminant 14e au championnat avec un podium. Durant l'intersaison, toujours avec l'écurie allemande Motopark il participe au championnat Championnat des Émirats arabes unis de Formule 4 qu'il remporte en gagnant 14 des 18 courses du championnat.
En 2017, pour la seconde saison consécutive, il participe de nouveau avec l'écurie Motopark au championnat de Formule 4 ADAC. Par rapport à la saison précédente, il effectue une meilleure saison en marquant 94 points, finissant 9e au championnat avec quatre podiums.

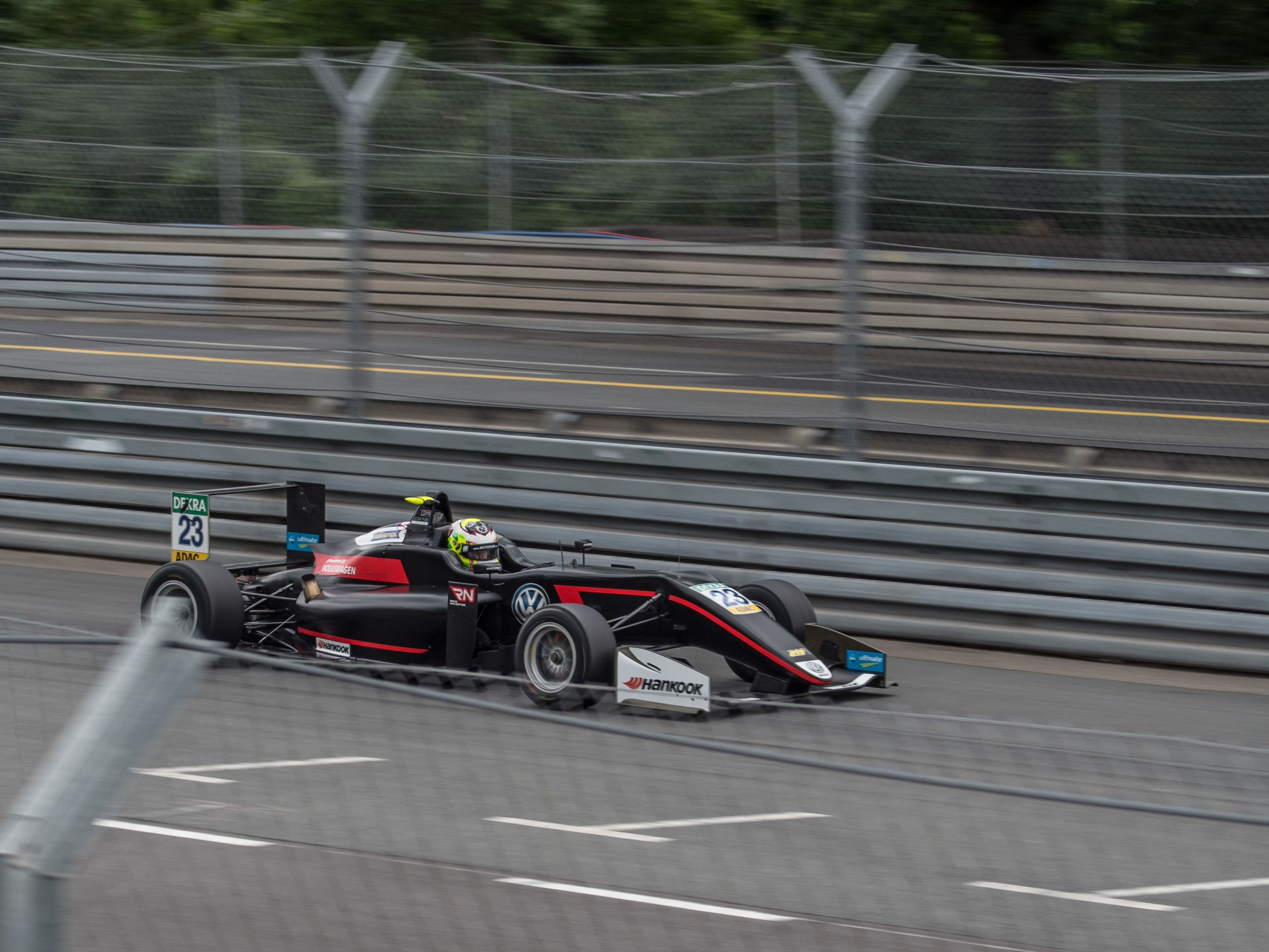
Jonathan Aberdein lors d'une manche des Championnats d'Europe de Formule 3 sur le circuit de Norisring

En 2018, après deux années réussies avec le Motopark en Formule 4, il rejoint le Championnat d'Europe de Formule 3, toujours avec Motopark. Pour une première participation à ce championnat, il monte deux fois sur le podium. Il marque 108 points et termine 12e au championnat avec trois podiums.
En 2019, Jonathan Aberdein délaisse la monoplace et s'engage dans le championnat allemand de voiture de tourisme, le DTM. C'est avec l'écurie Audi Sport Team WRT qu'il participe ainsi au Championnat DTM 2019 avec une Audi RS5 Turbo DTM. Il marque 67 points et finit 10e au championnat.
En 2020, Jonathan Aberdein rejoint BMW et s'engage de nouveau dans le championnat DTM avec l'équipe BMW Team RMR, pilotant une BMW M4 Turbo DTM. il inscrit 62 points et termine 11e au championnat.
En 2021, Aberdein s'engage en endurance, dans le championnat European Le Mans Series avec l'écurie américano-britannique United Autosports en catégorie LMP2.

## Palmarès

### Résultats auxEuropean Le Mans Series
| Année | Écurie            | Châssis  | Moteur                              | Classe | 1   | 2   | 3   | 4   | 5   | 6   | Position | Points |
| ----- | ----------------- | -------- | ----------------------------------- | ------ | --- | --- | --- | --- | --- | --- | -------- | ------ |
| 2021  | United Autosports | Oreca 07 | Gibson GK428 4.2 L V8 atmosphérique | LMP2   | BAR | RBR | LEC | MON | SPA | POR |          |        |

### Résultats enDTM
| Année | Écurie              | Châssis            | 1        | 2        | 3          | 4        | 5        | 6       | 7        | 8        | 9        | 10      | 11      | 12       | 13       | 14       | 15      | 16         | 17       | 18         | Position | Points |
| ----- | ------------------- | ------------------ | -------- | -------- | ---------- | -------- | -------- | ------- | -------- | -------- | -------- | ------- | ------- | -------- | -------- | -------- | ------- | ---------- | -------- | ---------- | -------- | ------ |
| 2019  | Audi Sport Team WRT | Audi RS5 Turbo DTM | HOC 1 15 | HOC 2 12 | ZOL 1 Abd. | ZOL 2 12 | MIS 1 8  | MIS 2 7 | NOR 1 13 | NOR 2 14 | ASS 1 6  | ASS 2 4 | BRH 1 9 | BRH 2 13 | LAU 1 14 | LAU 2 7  | NÜR 1 4 | NÜR 2 5    | HOC 1 14 | HOC 2 Abd. | 10e      | 67     |
| 2020  | BMW Team RMR        | BMW M4 Turbo DTM   | SPA 1 10 | SPA 2 9  | LAU 1 15   | LAU 2 9  | LAU 1 14 | LAU 2 7 | ASS 1 6  | ASS 2 13 | NÜR 1 10 | NÜR 2 8 | NÜR 1 6 | NÜR 2 10 | ZOL 1 11 | ZOL 2 11 | ZOL 1 4 | ZOL 2 Abd. | HOC 1 5  | HOC 2 7    | 11e      | 62     |

### Résultats enFormule 3
| Année | Écurie   | Moteur     | 1        | 2        | 3        | 4        | 5        | 6       | 7        | 8        | 9          | 10      | 11       | 12      | 13         | 14      | 15      | 16      | 17      | 18    | 19       | 20       | 21       | 22      | 23      | 24       | 25      | 26      | 27    | 28       | 29       | 30      | Position | Points |
| ----- | -------- | ---------- | -------- | -------- | -------- | -------- | -------- | ------- | -------- | -------- | ---------- | ------- | -------- | ------- | ---------- | ------- | ------- | ------- | ------- | ----- | -------- | -------- | -------- | ------- | ------- | -------- | ------- | ------- | ----- | -------- | -------- | ------- | -------- | ------ |
| 2018  | Motopark | Volkswagen | PAU 1 12 | PAU 2 19 | PAU 3 8‡ | HUN 1 17 | HUN 2 14 | HUN 3 8 | NOR 1 16 | NOR 2 14 | NOR 3 Abd. | ZAN 1 7 | ZAN 2 11 | ZAN 3 8 | SPA 1 Abd. | SPA 2 9 | SPA 3 7 | SIL 1 5 | SIL 2 3 | SIL 3 | MIS 1 10 | MIS 2 14 | MIS 3 11 | NÜR 1 9 | NÜR 2 7 | NÜR 3 12 | RBR 1 7 | RBR 2 6 | RBR 3 | HOC 1 16 | HOC 2 11 | HOC 3 7 | 12e      | 109    |